# Бубрежни синус
Бубрежни синус је шупљина пуна масти у средини бубрега која покрива његове важне делове. Један од тих делова је бубрежна карлица, која сакупља мокраћу коју производе бубрези. Најчешћи поремећај повезан са бубрежним синусом је циста бубрежног синуса, која је често асимтомаска.

## Анатомија
Бубрежни синус је централни део бубрега у коју улазе нерави и артерија и излазе мокраћовод, бубрежна вена и лимфних канали.   
Ако се направи вертикални пресек бубрега од његове конвексне до конкавне границе, видеће се да се хилум шири у централну шупљину, бубрежни синус, који садржи горњи део бубрежне карлице и чашице, окружене  масноћом у коју су уграђене гране бубрежних крвних судова и нерава. Бубрежни синус је обложен продужетком фиброзне тунике, која се наставља око усана хилуса.
Као и остатак бубрега, бубрежни синус има масну подлогу око себе, која у себи садржи:
- телесну масноћу,
- аутономне нерве, који контролишу невољне радње.
- везивно ткиво.
- лимфне канале,
- велике и мале бубрежне чашице, у којима почиње сакупљање мокраће.
- бубрежну артерију и вену.
- бубрежну карлицу, која сакупља мокраћу док се производи.

Највећи део бубрежних синуса је масноћа  (углавном сало, беле или или жуте боје) која се обавија око других анатомских структура бубрега. Количина масти у бубрежном синусу бубрега постепено се повећава са годинама и повећањем телесне тежине.

## Функција
Бубрежни синус као анатомски део бубрега, нека је врста одељка који садржи масноћу и друге делове бубрега . То је област где у којој су анатомске структуре које улазе и излазе из бубрега, заштићене масним подлогама.

## Клинички значај
Стања и поремећаји који утичу на бубрежни синус укључују:
- Циста бубрежног синуса: неканцерозна врећа испуњена течношћу која почиње да расте или изван бубрежног синуса (парапелвична циста) или унутар бубрежног синуса (перипелвична циста).
- Липоматоза бубрежног синуса: је стање које се јавља када има превише масти у бубрежном синусу.[4]
- Бенигни мултилокуларни цистични нефром: неканцерозни тумор који може прерасти у ренални синус.

Друга стања која могу утицати на делове који се налазе унутар бубрежног синуса, као што су чашице укључују:
- Калиектазија: поремећај у бубрежним чашицама (где почиње сакупљање урина) у коме оне постају отечене од вишка течности. Калиектазија може довести до отказивања бубрега ако се правовремено не лечи.
- Васкуларне лезије бубрега: које се називају анеуризма бубрежне артерије, артериовенска комуникација или варикс бубрежних вена, настаје када се формира избочење у зиду бубрежне артерије унутар бубрежног синуса.
- Карцином бубрежних ћелија: или канцерогени тумор који може да прерасте у бубрежни синус.

Нека истраживања су открила да количина масти унутар бубрежног синуса, која се мења са годинама и тежином, може утицати на крвни притисак .

## Галерија
- Бубрежни синус
- Бубрежни синус